# Steve Soto

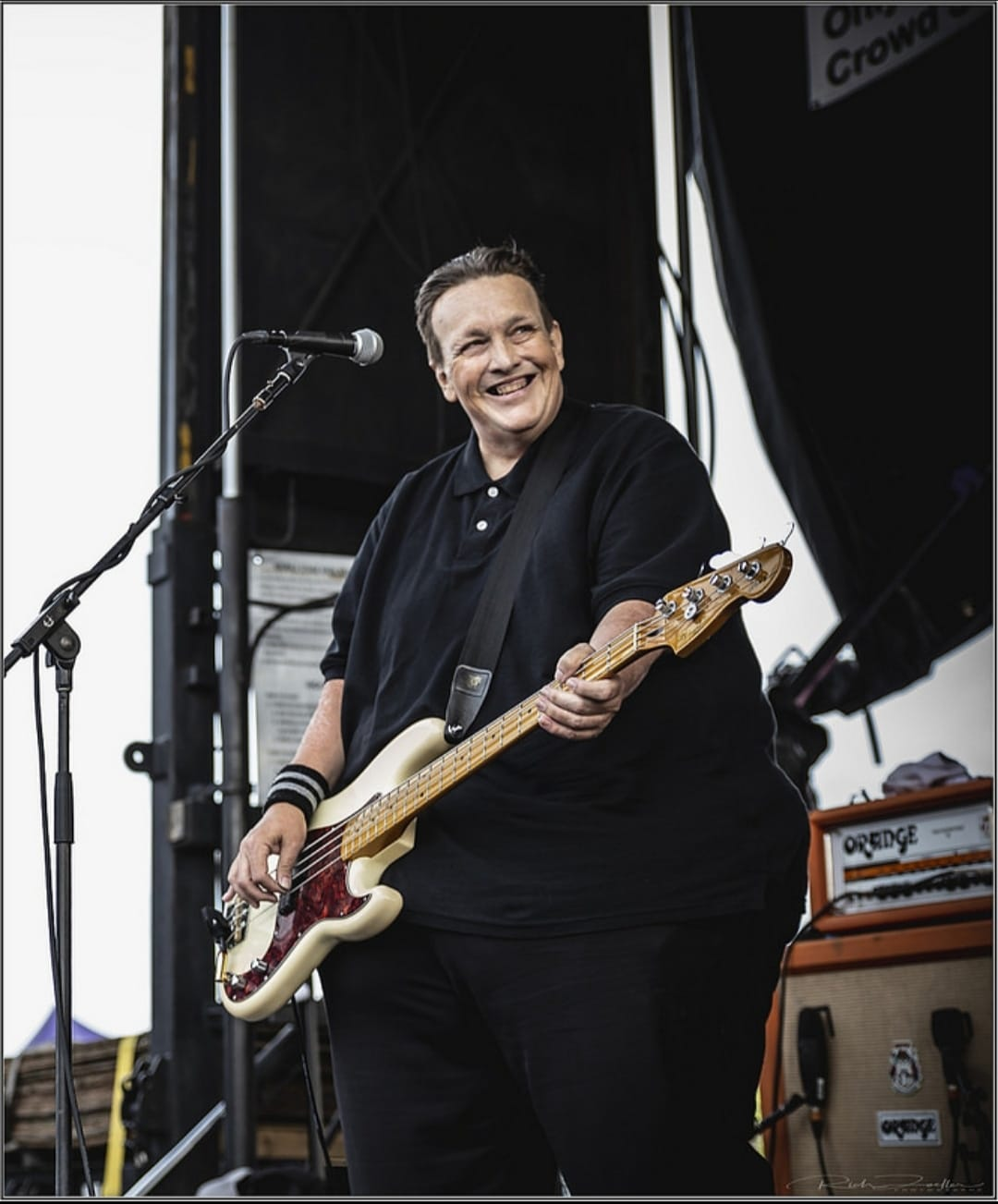
Steve Soto (2017)

Steve James Soto (* 23. August 1963 in Fullerton; † 27. Juni 2018 in Placentia) war ein US-amerikanischer Musiker. Bekannt war er als Bassist der Adolescents, er war aber als Gitarrist, Bassist, Sänger und Songwriter auch an zahlreichen anderen kalifornischen Bands der Punk- und Hardcore-Szene beteiligt.

## Frühe Jahre
Soto wurde in Fullerton im südkalifornischen County Orange County geboren. Er war das mittlere von drei Kindern seiner Eltern Jim und Sandy Soto und der einzige Junge. Die Familie stammte väterlicherseits ursprünglich aus Mexiko; sein Großvater wanderte in die Vereinigten Staaten aus. Seine Mutter Sandy hatte schwedische Wurzeln. Beide Eltern waren Quäker, erzogen Steve aber nicht nennenswert religiös. Seine frühen musikalischen Einflüsse waren die Beatles und das Album At San Quentin von Johnny Cash. Er besuchte die Troy High School und später die El Dorado High School in Placentia, dem späteren Gründungsort der Adolescents. Im Alter von 14 Jahren schenkte ihm sein Vater einen Höfner-E-Bass, den er berufsbedingt gratis dem städtischen Fundbüro entnehmen konnte. Durch die Ramones und die Sex Pistols kam Soto zum Punk.

## Karriere
1979 gründete Soto gemeinsam mit Sänger und Gitarrist Mike Palm und Schlagzeuger Scott Miller Agent Orange. Noch im selben Jahr zerstritt er sich mit Palm und verließ die Band. Im November des Jahres lernte er auf einem Social-Distortion-Konzert den ebenfalls 16-jährigen Anthony Brandenburg kennen, mit dem er sich anfreundete. Soto schlug Brandenburg vor, gemeinsam mit seinem Bekannten Frank Agnew, der zuvor kurz bei Social Distortion Gitarre gespielt hatte, eine Band zu gründen. Die Band wurde „Adolescents“ genannt, und das erste stabile Line-up bestand aus Soto, Brandenburg (der sich als Sänger „Tony Cadena“ nannte), Frank Agnew, dessen Bruder Rikk sowie Casey Royer. Auch bei den Adolescents-Wiedervereinigungen 1986 und 2001 war Soto Gründungsmitglied. Neben den Agnew-Brüdern war er bis zu seinem Tod der Hauptautor der Adolescents-Titel.
Nach dem Ende der Adolescents 1981 traten Soto und Frank Agnew der Band Legal Weapon bei. Die beiden bezogen zusammen ein kleines Apartment in Hollywood und waren von steten Geldsorgen geplagt. 1986 kam es zu einer Neugründung der Adolescents. Nach dem erneuten Ende der Band 1989 gründete Soto gemeinsam mit dem damaligen Adolescents-Schlagzeuger Sandy Hansen die Rockband Joyride, mit der er zwei Alben auf Doctor Dream Records veröffentlichte. 1992 gründete er zudem mit Michael „Gabby“ Gaborno von der Band The Cadillac Tramps das Spaßprojekt Manic Hispanic, mit dem sie zunächst Punk-Klassiker durch neue Texte aus einer Chicano-Perspektive veralberten, später aber auch eigene Lieder schrieben. Mit Manic Hispanic veröffentlichte Soto zwischen 1995 und 2005 vier Alben. Parallel war er von 1995 bis 2001 in der Punkrock-Band 22 Jacks aktiv, mit der er zwei Alben auf SideOneDummy Records veröffentlichte.
Von 2013 bis zu seinem Tod war er Gitarrist und Hintergrundsänger in der Band von C. J. Ramone, mit dem er zwei Alben veröffentlichte. 2017 war er gemeinsam mit Nick Oliveri, Troy Van Leeuwen und Joey Castillo Mitglied der kurzlebigen Supergroup Plan B.
Soto war über Jahrzehnte übergewichtig und litt an Herzinsuffizienz. Er verstarb am 27. Juni 2018 im Alter von 54 Jahren im Schlaf in seinem Haus in Placentia.

## Rezeption
Soto war bekannt für seine stets freundliche Art und Hilfsbereitschaft. Von zahlreichen Magazinen und Onlinemedien wird er als „The Nicest Guy in Punk Rock“ bezeichnet.
Das Maximumrocknroll-Magazin bezeichnete Soto als „Herz und Paten“ der südkalifornischen Punkszene. Das Orange-County-Stadtmagazin OC Weekly befand, Soto habe als „monumentaler Schatten über der Orange-County-Punkszene“ gestanden. Die Band The Offspring benannte Soto nach seinem Tod in sozialen Medien als „Inspiration“.

## Diskografie (Auszug)
mit den Adolescents
- 1981: Adolescents (Frontier Records)
- 1987: Brats in Battalions (S.O.S. Records)
- 1988: Balboa Fun Zone (Triple X Records)
- 2005: OC Confidential (Finger Records)
- 2011: The Fastest Kid Alive (Concrete Jungle Records)

mit Legal Weapon
- 1982: Death of Innocence (Arsenal Records)

mit Joyride
- 1992: Johnny Bravo (Doctor Dream Records)
- 1995: Another Month of Mondays (Doctor Dream Records)

mit Manic Hispanic
- 1995: The Menudo Incident (Doctor Dream Records)
- 2001: The Recline Of Mexican Civilization (Better Youth Organization)
- 2003: Mijo Goes To Jr. College (Better Youth Organization)
- 2005: Grupo Sexo (Better Youth Organization)

mit 22 Jacks
- 1996: Uncle Bob (SideOneDummy)
- 1999: Going North (SideOneDummy)

mit C. J. Ramone
- 2014: Last Chance to Dance (Fat Wreck Chords)
- 2017: American Beauty (Fat Wreck Chords)